# James William Kimbrough
James William Kimbrough (ur. 7 listopada 1934 w Eupora, zm. 21 stycznia 2017) – amerykański mykolog.

## Życiorys
Urodził się na farmie w hrabstwie Webster w stanie Mississippi i miał dziewięciorgo rodzeństwa. Nie lubił ciężkiej pracy na roli i to zdeterminowało go do nauki, by zdobyć lżejszą pracę. W 1960 r. uzyskał tytuł magistra na Uniwersytecie Missisipi w Starkville. W 1964 r. uzyskał doktorat z mykologii i fitopatologii na Uniwersytecie Cornella i w tym samym roku przeniósł się na Uniwersytet Stanu Floryda, w którym pracował przez następne 45 lat, prowadząc zajęcia ze studentami, kursy i badania naukowe. Był promotorem 17 magistrantów i 18 doktorantów. W 2010 r. przeszedł na emeryturę. Był żonaty, miał troje dzieci.

## Praca naukowa
W badaniach naukowych koncentrował się głównie na systematyce i taksonomii grzybów workowych, zwłaszcza Pezizales i Coryneliales, badał także fitopatogeny występujące na Florydzie, systematykę Rhizoctonia i wpływ pleśni na jakość powietrza. Przed pójściem na emeryturę był autorem ponad 150 recenzowanych publikacji. Jego grupa badawcza wykorzystała najnowocześniejszą technologię tamtych czasów – mikroskopię elektronową, dzięki czemu mógł badać ultrastrukturę, ontogenezę i rozwój różnorodnych grzybów. Badania nad ultrastrukturą porów przegrody u grzybów były prawdopodobnie najbardziej przełomowym spośród wielu wkładów jego laboratorium w biologię grzybów. Utworzył wiele taksonów, w tym co najmniej 10 rodzajów i opisał ponad 60 nowych gatunków z kilku grup taksonomicznych. Wiele z tych taksonów to grzyby koprofilne z rzędu Pezizales. Były one przedmiotem wielu jego badań strukturalnych i rozwojowych i często łączyły prace kulturowe z mikroskopią elektronową. Jego badania nad grzybami związanymi z termitami ze studentami i naukowcami ze stopniem doktora doprowadziły do ponownego odkrycia drobnych grzybów, które wcześniej zaobserwował i opisał tylko Roland Thaxter. Ta część jego badań doprowadziła również do dodatkowych publikacji na temat grzybów entomopatogenicznych będących zewnętrznymi pasożytami termitów.
W późniejszych latach swojej kariery Jim pracował nad grzybami kapeluszowymi Florydy. Był współautorem opisu Macrocybe titans, największego znanego muchomora z Ameryki Północnej. Jego regionalny przewodnik terenowy, „Common Florida Mushrooms”, jest jedyną dużą książką o grzybach obejmującą stan Floryda i książka ta nadal jest ważnym, używanym przez studentów, naukowców i grzybiarzy przewodnikiem po grzybach Florydy.
Był członkiem Mycological Society of America (MSA)od 1963 roku aż do przejścia na emeryturę. Pełnił funkcję doradcy (1971–1973), sekretarza-skarbnika (1974–1977), członka zarówno Komisji Finansów (1974–1980), jak i Komisji Nagród Podróżniczych (1992–2004), wiceprezesa (1977–1978), prezydenta elekta (1978–1979) i prezydenta (1979–1980). W uznaniu jego stypendium, służby i aktywnej kariery otrzymał kilka prestiżowych nagród od MSA, w tym nagrodę Westona za wybitne osiągnięcia w nauczaniu w 1996 r. oraz nagrodę Distinguished Mycologist w 2001 r.
W nazwach naukowych utworzonych przez niego taksonów dodawany jest skrót jego nazwiska Kimbr.